# Dennis Cochrane
Pour les articles homonymes, voir Cochrane.
Dennis H. Cochrane, (né le 26 octobre 1950 à Moncton, Nouveau-Brunswick) est homme politique et fonctionnaire canadien.

## Biographie
Il est élu au conseil municipal de Moncton en 1977. Il est élu maire de Moncton en 1979 à l'âge de 28 ans, et re-élu en 1980. En 1983 il devient conseiller général de Moncton.
Aux élections fédérales canadiennes de 1984 il est élu membre progressiste-conservateur de la chambre des communes du Canada comme député de la circonscription de Moncton. Il perd son siège aux élections fédérales canadiennes de 1988.
Il se lance ensuite dans la politique provinciale, et en 1991 il est élu chef du parti progressiste-conservateur du Nouveau-Brunswick. Son parti regagne alors trois sièges aux élections générales néo-brunswickoises de 1991, ayant subi un blanchissage aux élections précédentes en 1987. Ensuite il gagne d'autres sièges aux élections partielles, et semble prêt à gagner au moins le statut de l'opposition officielle aux élections générales à venir. L'opposition à l'époque est la Confédération des Régions qui est plein de désaccord, et plusieurs de ses membres ont choisi de siéger comme députés indépendants. Cochrane les invite à se joindre au caucus progressiste-conservateur. Cependant ils refusent et un des députés acadiens quitte en guise de protestation. En conséquence, Cochrane démissionne comme chef du parti en 1995.
À la suite de la victoire des progressistes-conservateurs à la province voisine de Nouvelle-Écosse aux élections de 1999, Cochrane est nommé sous-ministre de l'Éducation de Nouvelle-Écosse.
Il démissionne à la fin de 2009 lorsqu'il accepte le poste de recteur et vice-chancelier par intérim de l'Université Saint-Thomas (Nouveau-Brunswick) à partir de janvier 2010, en remplacement du recteur sortant Michael Higgins. Il demeure en poste jusqu'au 1er juillet 2011, lorsqu'il est remplacé par Dawn Russell.